# القانون رقم 02-01 المؤرخ 5 فبراير 2002
القانون no 02-01 المؤرخ في 5 février 2002 يتعلق بالكهرباء وتوزيع الغاز عن طريق الأنابيب في الجزائر.سمح هذا القانون بإنشاء هيئة تنظيم الكهرباء والغاز، وهي هيئة مستقلة تتمتع بالشخصية القانونية والاستقلال المالي، وهي مسؤولة عن ضمان الأداء التنافسي والشفاف لسوق الكهرباء وتوزيع الغاز عبر الأنابيب لصالح المستهلكين والمشغلين.
يتوفر القانون والنصوص التنفيذية على الموقع الإلكتروني لهيئة تنظيم الكهرباء والغاز (CREG).

## نصوص تنفيذية للقانون رقم 02-01 المؤرخ في 5 فبراير 2002 المتعلق بالكهرباء وتوزيع الغاز عبر الأنابيب
- المرسوم التنفيذي no 09-25 من 28 محرم 1430 الموافقMois invalide (janvier) تعيين الأدوات والمنهجية اللازمة لتطوير البرنامج الإرشادي لمتطلبات إنتاج الطاقة الكهربائية (الجريدة الرسمية no 07 . منMois invalide (janvier) ).
- المرسوم التنفيذي no 08-394 من 16 ذو الحجة 1429 الموافقMois invalide (décembre) وضع الأدوات اللازمة لإعداد البرنامج الإرشادي لتزويد السوق الوطنية بالغاز (الجريدة الرسمية no 71 . منMois invalide (décembre) ).
- المرسوم التنفيذي no 08-114 الذي صدر في 3 ربيع الثاني 1429 Mois invalide (avril) وضع الشروط والأحكام الخاصة بمنح وسحب امتيازات توزيع الكهرباء والغاز والمواصفات الأساسية المتعلقة بحقوق والتزامات صاحب الامتياز (الأمر no 20 منMois invalide (avril) ).
- المرسوم التنفيذي no 07-310 بتاريخ 25 رمضان 1428 الموافقMois invalide (octobre) تحديد مستوى الاستهلاك السنوي للكهرباء والغاز للمستهلك المؤهل وشروط عودة المستهلك المؤهل إلى نظام التعرفة (JO no 64 منMois invalide (octobre)
- المرسوم التنفيذي no 07-293 بتاريخ 14 رمضان 1428 الموافقMois invalide (septembre) بشأن تحديد شروط توريد ووصول أطراف ثالثة إلى شبكات نقل وتوزيع الكهرباء والغاز (الجريدة الرسمية no 62 منMois invalide (octobre) ).
- المرسوم التنفيذي no 06-433 من 5 ذو القعدة 1427 الموافقMois invalide (novembre)  تشكيل وتحديد عمل المجلس الاستشاري لهيئة تنظيم الكهرباء والغاز (الجريدة الرسمية no 76 منMois invalide (novembre) ).
- المرسوم التنفيذي no 06-432 من 5 ذو القعدة 1427 الموافقMois invalide (novembre) وضع القوانيين المتعلقة بحقوق والتزامات مدير شبكة نقل الغاز (الأمر no 76 منMois invalide (novembre) ).
- المرسوم التنفيذي no 06-431 من 5 ذو القعدة 1427 الموافقMois invalide (novembre) وضع القواعد الفنية لتصميم وتشغيل وصيانة شبكة نقل الغاز (الجريدة الرسمية no 76 . منMois invalide (novembre) ).
- المرسوم التنفيذي no 06-430 من 5 ذو القعدة 1427 الموافقMois invalide (novembre) وضع القواعد الفنية لتصميم وتشغيل وصيانة شبكة نقل الكهرباء (الجريدة الرسمية no 76 . منMois invalide (novembre) ).
- المرسوم التنفيذي no 06-429 من 5 ذو القعدة 1427 الموافقMois invalide (novembre) وضع المواصفات المتعلقة بحقوق والتزامات منتج الكهرباء (الجريدة الرسمية no 76 . منMois invalide (novembre) ).
- المرسوم التنفيذي no 06-428 من 5 ذو القعدة 1427 الموافقMois invalide (novembre) بشأن تحديد إجراءات منح التراخيص لتشغيل منشآت إنتاج الكهرباء (الجريدة الرسمية no 76 منMois invalide (novembre) ).
- المرسوم التنفيذي no 05-182 صادر في 9 ربيع الثاني 1426 الموافقMois invalide (mai) بشأن تنظيم القوانيين والأجور لأنشطة نقل وتوزيع وتسويق الكهرباء والغاز (الجريدة الرسمية no 36 منMois invalide (mai) ).
- المرسوم التنفيذي no 04-92 من 4 صفر 1425 الموافقMois invalide (mars) المتعلقة بتكاليف تنويع إنتاج الكهرباء (الجريدة الرسمية no 19 . منMois invalide (mars) ).
- المرسوم الرئاسي no 02-195 من 19 ربيع الأول 1423 الموافقMois invalide (juin) يتضمن النظام الأساسي للشركة الجزائرية للكهرباء والغاز المسماة " سونلغاز ش.م.ع" (JO no 39 منMois invalide (juin) ).
- المرسوم التنفيذي no 02-194 من 15 ربيع الأول 1423 الموافقMois invalide (mai) وضع المنهجية اللازمة بشروط توريد الكهرباء والغاز عن طريق الأنابيب (الأمر المشترك no 39 منMois invalide (juin) ).
- أمر صادر بتاريخ 14 صفر 1429 الموافقMois invalide (février) يتعلق بوضع القوانيين و القواعد الفنية للربط بشبكة نقل الكهرباء وقواعد تشغيل النظام الكهربائي (الجريدة الرسمية no 25 . منMois invalide (mai) ).
- ملحق نشر بتاريخ 14 صفر 1429 الموافقMois invalide (février) المتعلق بوضع القواعد الفنية للربط بشبكة نقل الكهرباء وقواعد تشغيل النظام الكهربائي.
- أمر صدر بتاريخ 14 صفر 1429 الموافقMois invalide (février) وضع القواعد الرئيسية للربط بشبكة نقل الغاز وقواعد تشغيل نظام الغاز (الجريدة الرسمية no 25 . منMois invalide (mai) ).
- ملحق نشر بتاريخ 14 صفر 1429 الموافقMois invalide (février) لتعيين القواعد الفنية للربط بين شبكة نقل الغاز وقواعد تشغيل نظام الغاز.
- أمر صادر بتاريخ 14 ربيع الأول 1428 الموافقMois invalide (avril) بشأن تحديد إجراءات إعلان منشآت إنتاج الكهرباء (نشر في الجريدة الرسمية no 36 منMois invalide (juillet)